# Mein Kampf

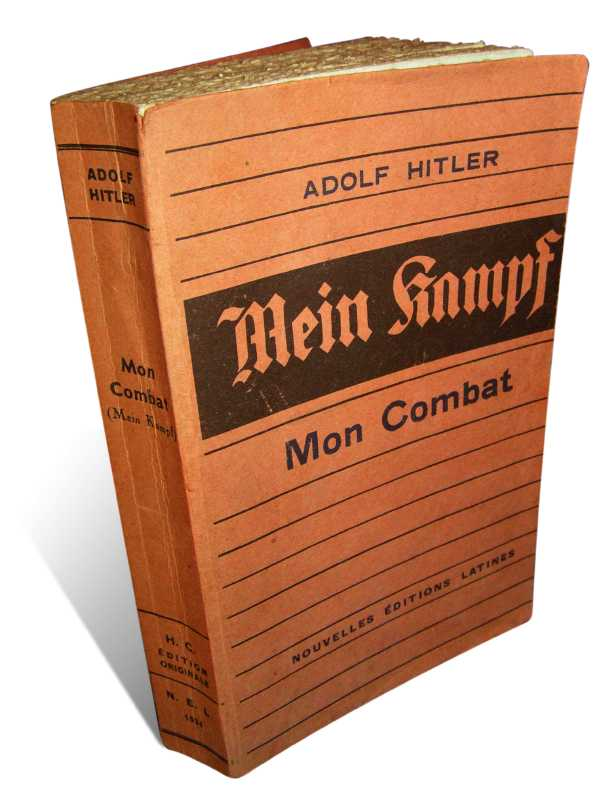
Portada de la versió francesa de Mein Kampf, 1934.

Mein Kampf (en alemany 'La meva lluita') és un llibre escrit per Adolf Hitler, combinant elements autobiogràfics amb una exposició de la ideologia política del nacional socialisme.

## La redacció deMein Kampf
El primer volum, anomenat Eine Abrechnung ('Una estimació') va ser publicat el 28 de juliol del 1925; el segon volum Die nationalsozialistische Bewegung ('El moviment nacionalsocialista') va ser publicat el 1926. El títol original proposat per Hitler era Quatre anys i mig de lluita en contra de les mentides, estupidesa i covardia, però el seu editor, Max Amann, va decidir que era massa complicat i el va escurçar a simplement Mein Kampf ('La meva lluita').
Hitler va dictar el contingut a Emil Maurice durant el seu empresonament a Landsberg, i després del juliol del 1924 a Rudolf Hess, qui el va fer editar. S'ha dit que el llibre és repetitiu i difícil de llegir, i com a resultat se'n va editar en una sèrie de diverses edicions durant els següents vint anys.

## Continguts
El llibre perfila les idees principals que el règim alemany duria a terme durant la Segona Guerra Mundial. Especialment prominent és el violent antisemitisme de Hitler i els seus socis. Per exemple, donat que l'esperanto havia estat creat per l'oftalmòleg jueu Ludwik Lejzer Zamenhof, denuncia que aquesta llengua internacional era part d'un complot jueu i argumenta sobre la vella idea nacionalista alemanya del Drang nach Osten: la necessitat de guanyar Lebensraum ("espai vital") cap a l'est, especialment Rússia.
Molt del material era distorsionat o fabricat per l'autor. Hitler emprava les tesis principals del "perill jueu", que parlava d'una presumpta conspiració jueva per guanyar el lideratge mundial. Tanmateix explica molts detalls de la infantesa de Hitler i el procés en què es tornava cada cop més antisemita i militarista, especialment durant els seus anys a Viena. En un primer capítol, explicava que veia jueus en els carrers de la ciutat i llavors es preguntava "Era allò un alemany?"
En termes de teories polítiques, Hitler anuncià al Mein Kampf la seva adhesió a la creença que els mals bessons del món eren el comunisme i el judaisme, i manifestava que el seu propòsit era erradicar-los tots dos de la terra. També anuncià que Alemanya necessitava obtenir nou territori: Lebensraum. Aquest territori nou alimentaria el "destí històric" del poble alemany; aquesta meta explica per què Hitler envaeix Europa, tant per l'est com per l'oest, abans que llancés el seu atac contra Rússia.
Hitler es presentava a si mateix com l'Übermensch, freqüentment traduït com a 'superhome', terme que emprava Friedrich Nietzsche en els seus escrits, especialment en el llibre, Així parlà Zaratustra. Hi ha el dubte de si Hitler havia llegit Nietzsche més enllà que superficialment, ja que Nietzsche no fa ús d'aquest terme amb el mateix significat: per a Nietzsche era un home que podria controlar els seus impulsos i canalitzar aquesta energia envers alguna cosa creativa.
El Mein Kampf especifica el punt de vista racista de Hitler dividint els humans en funció de la seva ascendència. Hitler assegurava que els alemanys "aris" amb cabell ros i ulls blaus eren al cim de la jerarquia (patró que no encaixava amb el d'ell mateix que tenia els cabells bruns), i assignava el fons jeràrquic als jueus, els eslaus i els gitanos. Hitler arribà a dir que la gent dominada es beneficiaria de l'aprenentatge dels aris superiors. A més a més, afirmava que els jueus estaven conspirant per evitar que aquesta "raça mestra" aconseguís dominar el món com era de justícia, diluint la seva puresa racial i cultural i convencent l'ari de viure en igualtat en lloc d'en la superioritat que li corresponia. Va descriure la batalla per a la dominació del món i la batalla racial, cultural i política entre aris i jueus.

## Popularitat abans de la Segona Guerra Mundial
Abans de l'elecció de Hitler el 1933, el llibre es va vendre molt lentament; però el 1933 va vendre 1,5 milions de còpies d'un sol cop. Tot i que l'NSDAP (el Partit dels Treballadors Nacional Socialistes) reclamava que era un èxit de vendes enorme, documents trobats posteriorment a la Segona Guerra Mundial han revelat que era fals. Alguns historiadors han especulat que una àmplia lectura podria haver alertat de l'esdevenir de la història però només se'n va publicar una versió abreujada en anglès poc abans de la Guerra. Tanmateix, l'editor en va extreure algunes de les declaracions antisemites i militaristes. La publicació d'aquesta versió va provocar que Alan Cranston, periodista estatunidenc de la UPI a Alemanya i després senador de Califòrnia, publiqués la seva pròpia edició anotada, que creia que reflectia millor els continguts del llibre. El 1939 va ser demandat per Hitler per infracció de copyright i un jutge de Connecticut va haver de pronunciar-se a favor del darrer. La versió de Cranston es va haver d'aturar després d'haver-ne venut 500.000 còpies.
Després que Hitler arribés al poder, el llibre va guanyar enorme popularitat i virtualment esdevingué la bíblia de qualsevol nazi. S'exigia que cada parella que s'unís en matrimoni en tingués la seva pròpia còpia. Les vendes del Mein Kampf van fer guanyar milions a Hitler; tanmateix, una quantitat considerable dels que l'adquirien no el llegien, i molts el compraven per simplement mostrar la seva fidelitat a Hitler, guanyar posició en el NSDAP i evitar problemes amb la Gestapo. Al final de la guerra s'havien distribuït a Alemanya aproximadament 10 milions de còpies del llibre.

## Seqüela
Després que el partit perdés les eleccions el 1928 Hitler va creure que una raó n'era que el públic no havia entès plenament les seves idees. Es va retirar a Múnic per dictar la seqüela del Mein Kampf, que centrà en la política exterior. El llibre mai no es va publicar, a causa del baix índex de vendes del seu primer llibre, o bé del fet que revelava massa aspectes dels seus plans. El llibre el va guardar segur el seu editor i no va ser descobert fins al 1958.

## Disponibilitat actual
Fins al 31 de desembre del 2015, data en què van expirar, els drets d'autor de Mein Kampf van ser propietat de l'estat de Baviera. Aquest, en acord amb el Govern Federal d'Alemanya, no va permetre cap còpia o impressió del llibre a Alemanya, tot i que posseir o comprar el llibre no fos il·legal. En expirar els drets, l'Institut d'Història Contemporània de Múnic en va publicar una edició crítica.